# Beaufortia macrostemon
Beaufortia macrostemon är en myrtenväxtart som beskrevs av John Lindley. Beaufortia macrostemon ingår i släktet Beaufortia och familjen myrtenväxter. Inga underarter finns listade i Catalogue of Life.